# Formuła 2 – Monza 2019
Runda Formuły 2 na torze Autodromo Nazionale di Monza – runda dziesiąta mistrzostw Formuły 2 w sezonie 2019.

## Wyniki

### Sesja treningowa
| Nr | Kierowca     | Konstruktor  | Czas     | Okr. |
| -- | ------------ | ------------ | -------- | ---- |
| 8  | Luca Ghiotto | UNI-Virtuosi | 1:33,017 | 13   |

### Kwalifikacje
Źródło: fiaformula2.com
| Poz. | Nr | Kierowca             | Konstruktor                   | Czas     | Poz. s. |
| ---- | -- | -------------------- | ----------------------------- | -------- | ------- |
| 1    | 11 | Callum Ilott         | Sauber Junior Team by Charouz | 1:33,887 | 1       |
| 2    | 7  | Zhou Guanyu          | UNI-Virtuosi                  | 1:34,030 | 2       |
| 3    | 3  | Nikita Mazepin       | ART Grand Prix                | 1:34,063 | 3       |
| 4    | 4  | Nyck de Vries        | ART Grand Prix                | 1:34,156 | 17      |
| 5    | 5  | Sérgio Sette Câmara  | DAMS                          | 1:34,272 | 4       |
| 6    | 2  | Nobuharu Matsushita  | Carlin                        | 1:34,419 | 5       |
| 7    | 6  | Nicholas Latifi      | DAMS                          | 1:34,885 | 6       |
| 8    | 16 | Jordan King          | MP Motorsport                 | 1:34,944 | 7       |
| 9    | 9  | Mick Schumacher      | PREMA Racing                  | 1:35,082 | 8       |
| 10   | 1  | Louis Delétraz       | Carlin                        | 1:35,101 | 9       |
| 11   | 10 | Sean Gelael          | PREMA Racing                  | 1:35,148 | 10      |
| 12   | 20 | Giuliano Alesi       | Trident                       | 1:35,310 | 11      |
| 13   | 15 | Jack Aitken          | Campos Racing                 | 1:35,547 | 12      |
| 14   | 8  | Luca Ghiotto         | UNI-Virtuosi                  | 1:35,641 | 13      |
| 15   | 14 | Marino Sato          | Campos Racing                 | 1:36,709 | 14      |
| 16   | 17 | Mahaveer Raghunathan | MP Motorsport                 | 1:37,027 | 15      |
| 17   | 18 | Tatiana Calderón     | BWT Arden                     | 1:46,667 | 16      |
| Poz. | Nr | Kierowca             | Konstruktor                   | Czas     | Poz. s. |

Uwagi
1. ↑  Nyck de Vries został zdyskwalifikowany z kwalifikacji za naruszenie przepisów dot. paliwa, lecz został dopuszczony do wyścigu.

### Główny wyścig

#### Wyścig
Źródło: fiaformula2.com
| P                 | + / – | Nr | Kierowca             | Konstruktor                   | Okr. | Czas / Strata | Komentarz |
| ----------------- | ----- | -- | -------------------- | ----------------------------- | ---- | ------------- | --------- |
| 1                 | 4     | 2  | Nobuharu Matsushita  | Carlin                        | 30   | 48:56,512     |           |
| 2                 | 11    | 8  | Luca Ghiotto         | UNI-Virtuosi                  | 30   | +0:05,752     |           |
| 3                 | 14    | 4  | Nyck de Vries        | ART Grand Prix                | 30   | +0:09,207     |           |
| 4                 | 3     | 11 | Callum Ilott         | Sauber Junior Team by Charouz | 30   | +0:17,213     |           |
| 5                 | 1     | 5  | Sérgio Sette Câmara  | DAMS                          | 30   | +0:20,487     |           |
| 6                 | 1     | 16 | Jordan King          | MP Motorsport                 | 30   | +0:24,810     |           |
| 7                 | 4     | 20 | Giuliano Alesi       | Trident                       | 30   | +0:32,335     |           |
| 8                 | 4     | 15 | Jack Aitken          | Campos Racing                 | 30   | +0:33,059     |           |
| 9                 | 1     | 10 | Sean Gelael          | PREMA Racing                  | 30   | +0:38,890     |           |
| 10                | 5     | 17 | Mahaveer Raghunathan | MP Motorsport                 | 30   | +1:12,785     |           |
| 11                | 8     | 3  | Nikita Mazepin       | ART Grand Prix                | 29   | +1 okr.       |           |
| 12                | 2     | 14 | Marino Sato          | Campos Racing                 | 29   | +1 okr.       |           |
| 13                | 7     | 6  | Nicholas Latifi      | DAMS                          | 29   | +1 okr.       |           |
| Niesklasyfikowani |       |    |                      |                               |      |               |           |
|                   |       | 9  | Mick Schumacher      | PREMA Racing                  | 22   | +8 okr.       | silnik    |
|                   |       | 7  | Zhou Guanyu          | UNI-Virtuosi                  | 13   | +17 okr.      | kolizja   |
|                   |       | 18 | Tatiana Calderón     | BWT Arden                     | 5    | +25 okr.      | poślizg   |
|                   |       | 1  | Louis Delétraz       | Carlin                        | 1    | +29 okr.      | poślizg   |
| P                 | + / – | Nr | Kierowca             | Konstruktor                   | Okr. | Czas / Strata | Komentarz |

#### Najszybsze okrążenie
| Nr | Kierowca        | Konstruktor  | Czas     | Okr. |
| -- | --------------- | ------------ | -------- | ---- |
| 9  | Mick Schumacher | PREMA Racing | 1:34,632 | 21   |

#### Premia za najszybsze okrążenie w TOP 10
| Nr | Kierowca     | Konstruktor  | Czas     | Okr. |
| -- | ------------ | ------------ | -------- | ---- |
| 8  | Luca Ghiotto | UNI-Virtuosi | 1:34,900 | 28   |

### Sprint

#### Wyścig
Źródło: fiaformula2.com
| P                 | + / –     | Nr | Kierowca             | Konstruktor                   | Okr. | Czas / Strata | Komentarz   |
| ----------------- | --------- | -- | -------------------- | ----------------------------- | ---- | ------------- | ----------- |
| 1                 | Bez zmian | 15 | Jack Aitken          | Campos Racing                 | 21   | 34:26,288     |             |
| 2                 | 1         | 16 | Jordan King          | MP Motorsport                 | 21   | +0:02,764     |             |
| 3                 | 3         | 4  | Nyck de Vries        | ART Grand Prix                | 21   | +0:06,530     |             |
| 4                 | 13        | 7  | Zhou Guanyu          | UNI-Virtuosi                  | 21   | +0:07,612     | [ a ]       |
| 5                 | 3         | 2  | Nobuharu Matsushita  | Carlin                        | 21   | +0:08,189     |             |
| 6                 | 8         | 9  | Mick Schumacher      | PREMA Racing                  | 21   | +0:08,541     |             |
| 7                 | 5         | 20 | Giuliano Alesi       | Trident                       | 21   | +0:12,851     |             |
| 8                 | 8         | 1  | Louis Delétraz       | Carlin                        | 21   | +0:13,389     |             |
| 9                 | 2         | 3  | Nikita Mazepin       | ART Grand Prix                | 21   | +0:13,941     |             |
| 10                | 3         | 6  | Nicholas Latifi      | DAMS                          | 21   | +0:23,091     |             |
| 11                | 1         | 14 | Marino Sato          | Campos Racing                 | 21   | +0:29,564     |             |
| 12                | 7         | 11 | Callum Ilott         | Sauber Junior Team by Charouz | 21   | +0:41,390     |             |
| 13                | 3         | 17 | Mahaveer Raghunathan | MP Motorsport                 | 21   | +0:52,478     |             |
| 14                | 1         | 18 | Tatiana Calderón     | BWT Arden                     | 21   | +0:53,021     |             |
| 15                | 8         | 8  | Luca Ghiotto         | UNI-Virtuosi                  | 21   | +1:32,691     |             |
| Niesklasyfikowani |           |    |                      |                               |      |               |             |
|                   |           | 10 | Sean Gelael          | PREMA Racing                  | 9    | +12 okr.      | wycofał się |
|                   |           | 5  | Sérgio Sette Câmara  | DAMS                          | 6    | +15 okr.      | kolizja     |
| P                 | + / –     | Nr | Kierowca             | Konstruktor                   | Okr. | Czas / Strata | Komentarz   |

Uwagi
1. ↑  Zhou Guanyu został ukarany cofnięciem o trzy pozycje na starcie za spowodowanie kolizji z Latifim w wyścigu głównym.

#### Najszybsze okrążenie
| Nr | Kierowca        | Konstruktor  | Czas     | Okr. |
| -- | --------------- | ------------ | -------- | ---- |
| 9  | Mick Schumacher | PREMA Racing | 1:35,422 | 4    |

## Klasyfikacja po zakończeniu rundy

### Kierowcy
| P  | +/− | Kierowca             | Starty | Punkty | P1 | P2 | P3 | PP | NO | NS |
| -- | --- | -------------------- | ------ | ------ | -- | -- | -- | -- | -- | -- |
| 1  | 0   | Nyck de Vries        | 18     | 225    | 3  | 2  | 5  | 4  | 3  | –  |
| 2  | 0   | Nicholas Latifi      | 18     | 166    | 4  | 1  | 1  | –  | 2  | –  |
| 3  | +1  | Luca Ghiotto         | 18     | 155    | 2  | 5  | –  | 2  | 1  | 4  |
| 4  | +1  | Jack Aitken          | 18     | 153    | 3  | 1  | 3  | –  | 2  | –  |
| 5  | −2  | Sérgio Sette Câmara  | 18     | 151    | 1  | 2  | 3  | 1  | 3  | 3  |
| 6  | +1  | Nobuharu Matsushita  | 18     | 116    | 2  | 2  | –  | 1  | 3  | 1  |
| 7  | −1  | Zhou Guanyu          | 18     | 115    | –  | –  | 4  | 1  | 1  | 2  |
| 8  | +2  | Jordan King          | 16     | 79     | –  | 1  | 1  | –  | 2  | 1  |
| 9  | −1  | Anthoine Hubert      | 16     | 77     | 2  | –  | –  | –  | –  | –  |
| 10 | −1  | Louis Delétraz       | 18     | 61     | –  | 2  | –  | –  | –  | 6  |
| 11 | 0   | Mick Schumacher      | 18     | 51     | 1  | –  | –  | –  | 1  | 4  |
| 12 | +2  | Callum Ilott         | 17     | 44     | –  | –  | 1  | 1  | –  | 2  |
| 13 | −1  | Juan Manuel Correa   | 16     | 36     | –  | 2  | –  | –  | –  | 1  |
| 14 | −1  | Dorian Boccolacci    | 12     | 30     | –  | –  | –  | –  | –  | 2  |
| 15 | 0   | Artiom Markiełow     | 2      | 16     | –  | –  | –  | –  | –  | –  |
| 16 | 0   | Sean Gelael          | 16     | 13     | –  | –  | –  | –  | –  | 4  |
| 17 | +2  | Giuliano Alesi       | 18     | 9      | –  | –  | –  | –  | –  | 7  |
| 18 | −1  | Nikita Mazepin       | 18     | 6      | –  | –  | –  | –  | –  | 2  |
| 19 | −1  | Ralph Boschung       | 12     | 3      | –  | –  | –  | –  | –  | 3  |
| 20 | 0   | Mahaveer Raghunathan | 16     | 1      | –  | –  | –  | –  | –  | 1  |
| 21 | N   | Marino Sato          | 2      | 0      | –  | –  | –  | –  | –  | –  |
| 22 | −1  | Tatiana Calderón     | 18     | 0      | –  | –  | –  | –  | –  | 5  |
| 23 | −1  | Arjun Maini          | 6      | 0      | –  | –  | –  | –  | –  | 2  |
| 24 | −1  | Patricio O'Ward      | 2      | 0      | –  | –  | –  | –  | –  | –  |
| 25 | −1  | Ryan Tveter          | 2      | 0      | –  | –  | –  | –  | –  | –  |
| P  | +/− | Kierowca             | Starty | Punkty | P1 | P2 | P3 | PP | NO | NS |

### Zespoły
| P  | +/− | Konstruktor                   | Starty | Punkty | P1 | P2 | P3 | PP | NO | NS |
| -- | --- | ----------------------------- | ------ | ------ | -- | -- | -- | -- | -- | -- |
| 1  | 0   | DAMS                          | 36     | 317    | 5  | 3  | 4  | 1  | 5  | 3  |
| 2  | 0   | UNI-Virtuosi                  | 36     | 270    | 2  | 5  | 4  | 3  | 2  | 6  |
| 3  | 0   | ART Grand Prix                | 36     | 231    | 3  | 2  | 5  | 4  | 3  | 2  |
| 4  | 0   | Campos Racing                 | 36     | 183    | 3  | 1  | 3  | –  | 2  | 3  |
| 5  | 0   | Carlin                        | 36     | 177    | 2  | 4  | –  | 1  | 3  | 7  |
| 6  | +1  | MP Motorsport                 | 36     | 96     | –  | 1  | 1  | –  | 2  | 2  |
| 7  | +1  | Sauber Junior Team by Charouz | 33     | 80     | –  | 2  | 1  | 1  | –  | 3  |
| 8  | −2  | BWT Arden                     | 34     | 77     | 2  | –  | –  | –  | –  | 5  |
| 9  | 0   | PREMA Racing                  | 34     | 64     | 1  | –  | –  | –  | 1  | 8  |
| 10 | 0   | Trident                       | 34     | 12     | –  | –  | –  | –  | –  | 11 |
| P  | +/− | Konstruktor                   | Starty | Punkty | P1 | P2 | P3 | PP | NO | NS |